# Leonhard Stock
Leonhard Stock, född 14 mars 1958 i Zell am Ziller, är en österrikisk före detta alpin skidåkare.
Stock blev olympisk mästare i störtlopp vid vinterspelen 1980 i Lake Placid.